# Pomatocalpa decipiens
Pomatocalpa decipiens är en orkidéart som först beskrevs av John Lindley, och fick sitt nu gällande namn av Johannes Jacobus Smith. Pomatocalpa decipiens ingår i släktet Pomatocalpa och familjen orkidéer. Inga underarter finns listade i Catalogue of Life.